# Last Post

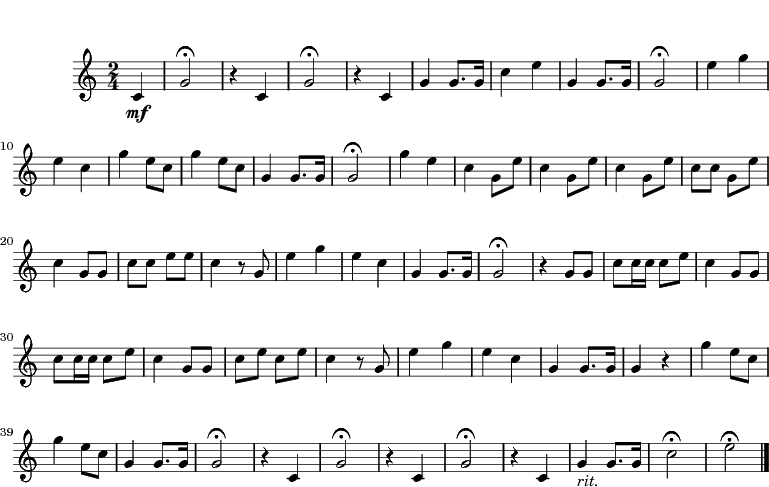
Partitura de "Last Post"

O Last Post é uma melodia curta usada em funerais militares das nações da Commonwealth e cerimônias de comemoração àqueles que morreram na guerra. "Last Post" é também o nome de um poema de Robert Graves descrevendo o funeral de um soldado durante a Primeira Guerra Mundial. Foi originalmente um toque de clarim do Exército Britânico para sinalizar o final do dia nos acampamentos. Em 1928, uma organização foi criada para se responsabilizar pelas homenagens.